# Hasanlu
Koordinaten: 37° 0′ 17″ N, 45° 27′ 31″ O
Hasanlu Tepe oder Tappeh Hassanlu (persisch تپه حسنلو, DMG Tepe Ḥasanlū), kurz Hasanlu genannt, ist ein Siedlungshügel in der nordwestiranischen Provinz West-Aserbaidschan und befindet sich südlich des etwa 10 km entfernten Urmiasees. Der Siedlungshügel enthält unter anderem eine antike, vielleicht mannäische Stadt. Diese wurde durch Urartu im späten 9. Jahrhundert v. Chr. zerstört, vermutlich unter Išpuini oder Menua.

## Lage und Aussehen des Hügels
Hasanlu Tepe ist der größte Ort im Tal des Qadar (englisch Qadar River „Qadar-Fluss“) und dominiert die kleine Sulduz-Ebene. Der Ort besteht aus einem etwa 25 m hohen kegelförmigen Schutthügel bzw. „Zitadellhügel“ mit massiven Befestigungen und gepflasterten Straßen, umgeben von einer an den Abhängen liegenden Außenstadt, die aber immer noch 8 m über der Ebene liegt. Am Nordabhang liegt ein Friedhof. Der gesamte Ort war viel größer, wurde aber durch örtliche landwirtschaftlichen und bauliche Tätigkeiten verkleinert, so dass er jetzt 600 m durchmisst. Die Zitadelle hat einen Durchmesser von mehr als 200 m.
Der Tell hat mehrere Siedlungsschichten (zehn Kulturstufen): Schichten Hasanlu I bis X), deren älteste aus dem 6. Jahrtausend v. Chr. stammt. Es ist berühmt für seinen Goldenen Becher, den ein Team der University of Pennsylvania unter Robert Dyson 1958 hier fand.
Im Rahmen der Grabungen wurde ein weiterer Tell (Hadschi Firuz Tepe = Hasanlu X), wo es mithin die ältesten Anzeichen für den Weinanbau gibt, ganz in der Nähe Hasanlus erforscht. Zeitgleich wurde zudem Dalmā Tepe (ähnlich Hasanlu IX) erforscht. Die Stätte Hasanlu VIII entspricht bezüglich der gefundenen Keramik dem nahegelegenen Pisdeli Tepe, Hasanlu VI (1750–1450 v. Chr.) der Schicht IV in Dinkha IV.

## Ausgrabungen

Gebäude II auf der Zitadelle von Hasanlu IV (vereinfacht)

Hasanlu wurde um 2100 v. Chr. begründet. Die Stadt lag am Kreuzungspunkt mehrerer wichtiger Handelsstraßen. Die frühen Schichten zeigen hurritischen Einfluss, später herrschen iranische und danach assyrische Einflüsse vor. Die Schichten von Hasanlu IV aus dem 10. und 9. Jahrhundert zeichnen sich durch eine graue Keramik (genannt auch „graue Ware“ oder „Grauware“) aus, die als mannäisch bezeichnet wird. Liverani hält die Stadt zu diesem Zeitpunkt für einen Teil von Gilzanu.
Zu dieser Zeit war die Siedlung unbefestigt, lediglich die Akropolis, auf der der Sitz des örtlichen Herrschers und die Tempel lagen, war mit einer über 3 m dicken Lehmziegelmauer auf Steinfundament umgeben, die in regelmäßigen Abständen Türme aufwies. Ihre Höhe wird auf 9 m geschätzt. Die Art der Befestigung erinnert an urartäische Anlagen. Die Zitadelle enthielt einen Palast, einen Tempel und ein Schatzhaus („Perlenhaus“), in dem man zahlreiche Perlen aus Karneol, weißem Glas und Meeresmuscheln fand. Typisch für die Architektur der Mannäer sind langgezogene offene Höfe mit Säulenhallen auf einer oder beiden Seiten. In Hasanlu IV standen Säulen aus Pappelholz auf steinernen Basen. In diesen Gebäuden sehen manche Forscher die Vorbilder der achämenidischen Paläste.
Bei Ausgrabungen 1973 wurden neben 246 anderen Skeletten auch Die Liebenden von Hasanlu im Siedlungsbereich gefunden.

## Funde (Keramik)
Bei den meisten Funden überwiegt der assyrische Einfluss („assyrisierender Mischstil“), der unter anderem auch in Ziwiye zu finden ist.
In Hasanlu herrscht eine monochrom graue Keramik vor, die im 8. und 7. Jh. auch im Gebiet der Meder gefunden wird (Eisenzeit I nach Cuyler-Young). Die charakteristischen kugeligen Krüge mit lang ausgezogenen Tüllen („Teekannen“) weisen stilistisch nach Zentralasien.
Böhmer (1986) konnte eine charakteristische ritzverzierte mannäische Keramik identifizieren. In Schicht VI wurde (wie auch in Schicht IV in Dinkha Tepe) sogenannte Chabur-Keramik (flaschenförmige große Gefäße, die mit geometrischen Mustern oder Streifen bemalt sind) gefunden, wie sie auch aus Tell Brak, Mari, Assur bekannt ist.

## Chronologie
Die Datierung des Endes von Hasanlu IV. hängt von der Identifikation des Ortes und der Verbindung mit historisch überlieferten Ereignissen ab. Medvedskaya (1988) nimmt an, dass Hasanlu 714 v. Chr. durch die Urartäer zerstört wurde. Dyson nimmt an, dass Hasanlu IV um 800 v. Chr. durch Menua zerstört wurde, was Kleiss 1994 bezweifelte. Im Eingangsbereich des als Tempel gedeuteten Gebäudes der Zitadelle lagen die Skelette von 40 Frauen, die vielleicht bei der Eroberung erschlagen wurden.
Nach einem Hiatus wurde Hasanlu im 8. Jahrhundert v. Chr. neu besiedelt (Bauschicht IIIB). Die Gebäude werden oft als urartäisch angesehen, womit Hasanlus in er 2. Hälfte des 7. Jahrhunderts v. Chr. zum Reich von Urartu gehört hätte. Nach dem Niedergang von Urartu und von Assyrien wurde das Gebiet von Medern besiedelt. Im Mittelalter wurde auf der Zitadelle eine Festung angelegt.
| Phase         | Datierung                | Schichten in Hasanlu |
| ------------- | ------------------------ | -------------------- |
| Mittelalter   | -                        | I                    |
| -             | -                        | II                   |
| Eisenzeit III | 800–600                  | IIIB                 |
| Eisenzeit II  | 1000–800                 | IV                   |
| Eisenzeit I   | 1250–1000                | V                    |
|               | 1750–1450                | VI                   |
|               | 2. Hälfte 3. Jahrtausend | VII                  |
| Jungsteinzeit |                          | X                    |

Hasanlu hat eine Reihe von 14C-Daten geliefert.

## Identifikation
Miroslav Salvini will Hasanlu mit Mešta gleichsetzen.
Dyson et al. sehen Hasanlu als die Hauptstadt von Mannai, eine Ansicht, der Miroslav Salvini energisch widerspricht. Er weist darauf hin, dass die Stele von Karagündüz um 815 Mešta und Parsua als Ziel eines Feldzugs erwähnt, aber Mannai nicht erwähnt. Er plädiert für eine Lage von Hasanlu außerhalb von Mannai, ohne bisher bekannte „ethnisch-nationale Identität“, erwägt jedoch, sie einem persischen Stamm zuzuschreiben.

## Galerie

Krug, Hasanlu IV, Graue Ware
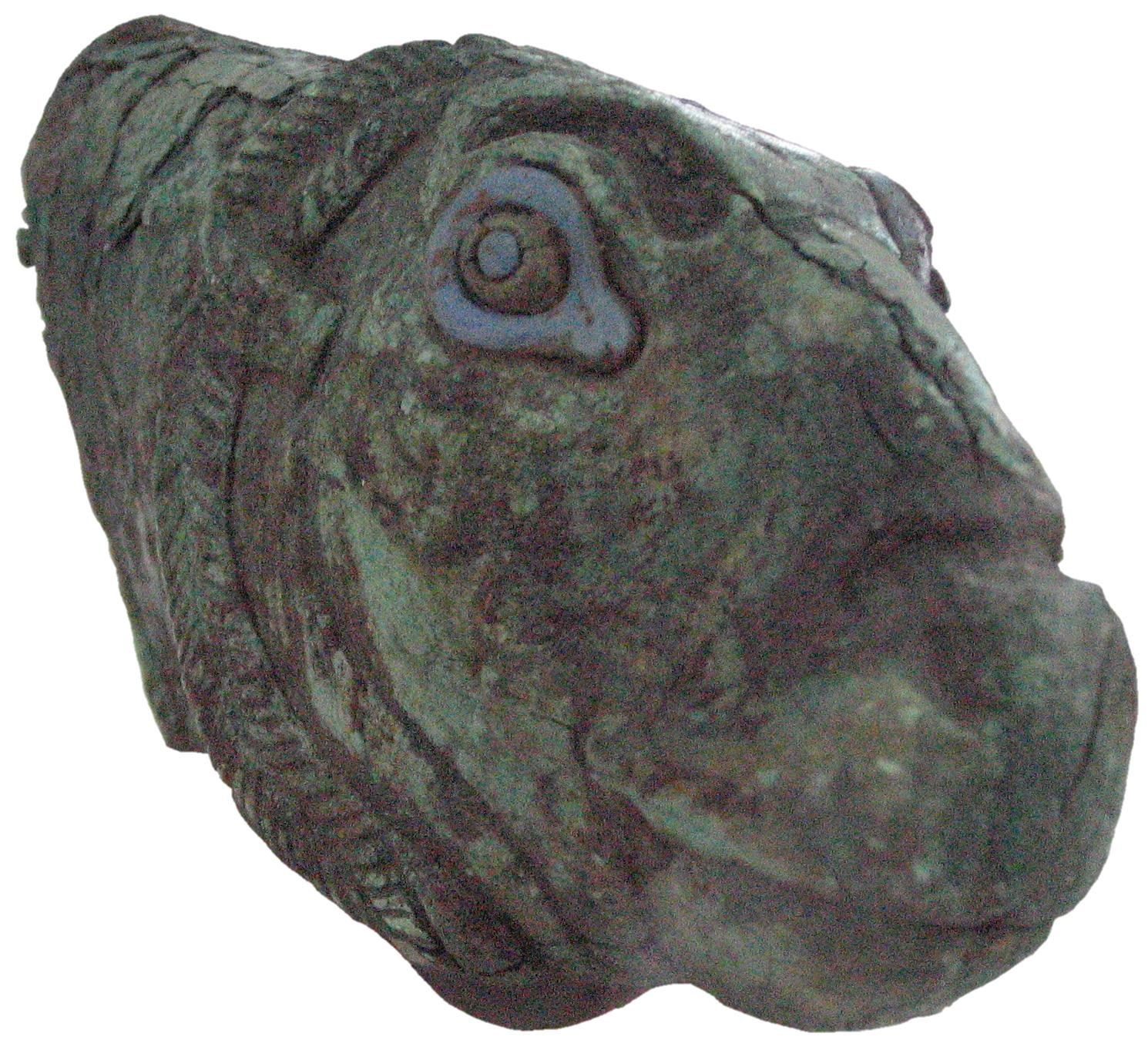
Bronzenes Trinkgefäß in Form eines Tierkopfes
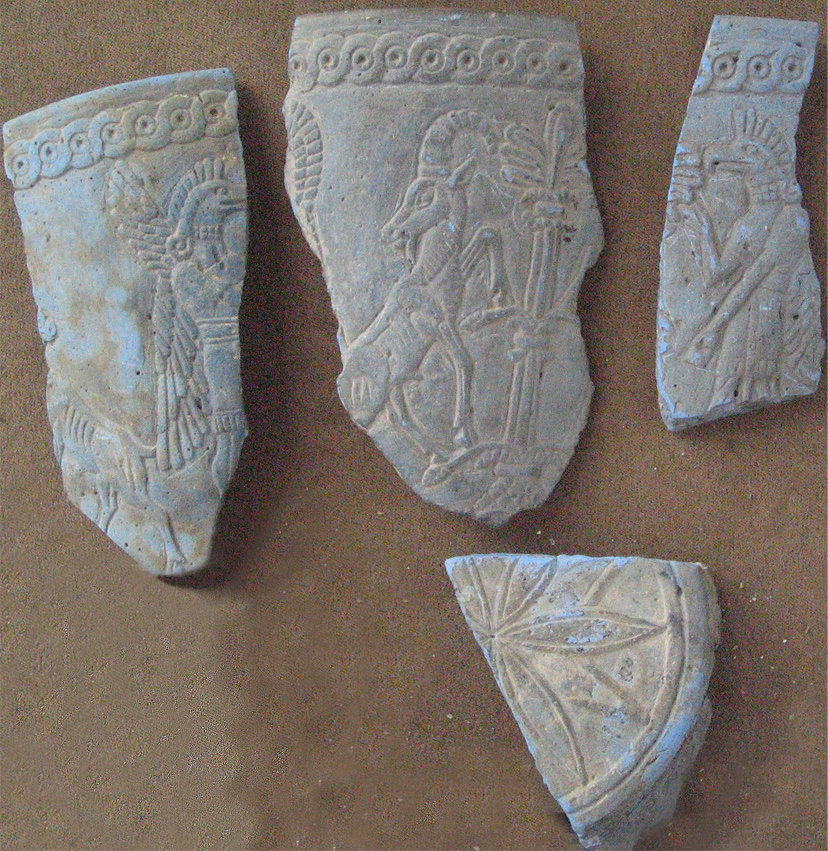
Lapislazulischerben
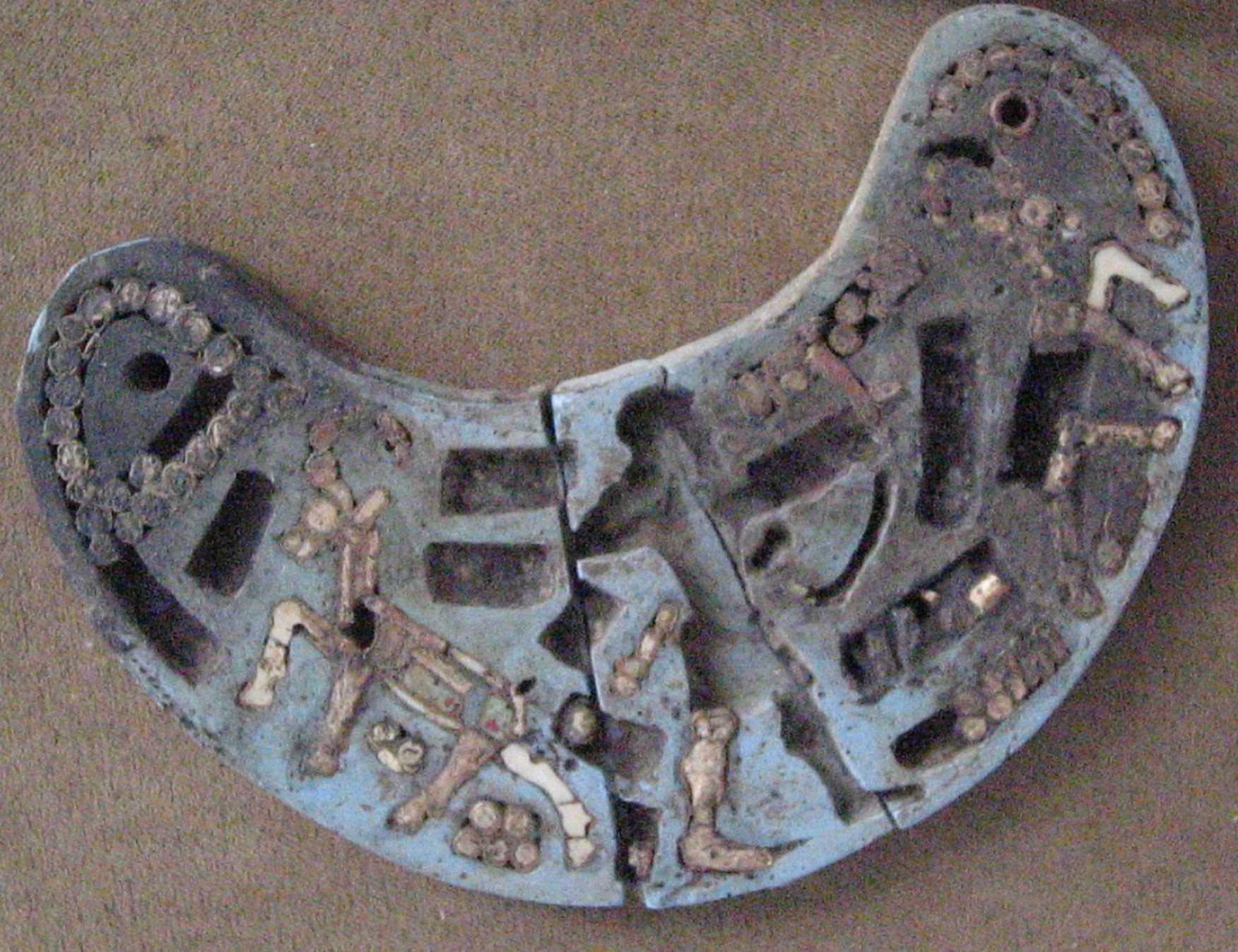
Halbmondförmige Brustplatte mit Tier- und Menschmotiven